# Ngành mây tre đan Việt Nam
Mây tre đan tại Việt Nam là một ngành nghề thủ công mỹ nghệ truyền thống, dựa trên việc sử dụng hai nguyên liệu cơ bản là mây và tre. Nghệ nhân trong ngành này chuyên tạo ra các sản phẩm thủ công mỹ nghệ đa dạng, từ đồ gia dụng thông thường đến các tác phẩm nghệ thuật phức tạp. Sản phẩm từ các làng nghề mây tre đan Việt Nam đã có mặt tại 130 quốc gia, mang lại doanh thu trung bình hơn 200 triệu USD mỗi năm, chiếm 14% giá trị xuất khẩu hàng thủ công mỹ nghệ. 

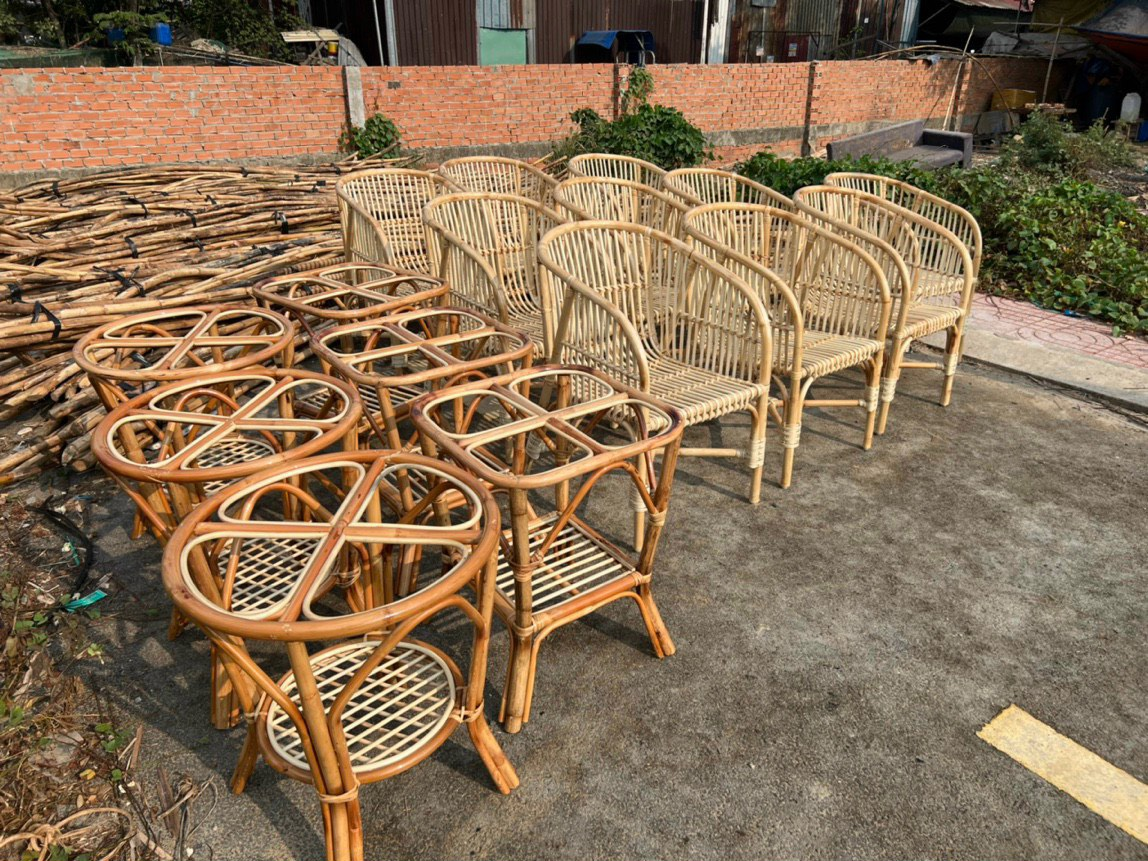
Những sản phẩm từ mây tre đan

Việt Nam hiện có 893 làng nghề chuyên về mây tre đan, đóng góp 24% tổng số làng nghề, trong đó gồm 647 làng nghề mây tre và 246 làng nghề đan cói, lục bình. Có khoảng 342.000 người nông dân tham gia vào quá trình sản xuất các sản phẩm này. Theo Tổng cục Lâm nghiệp, năm 2019, doanh thu từ việc xuất khẩu các sản phẩm mây tre đan của Việt Nam đạt 474 triệu USD, tăng 44,4% so với năm 2018. Đây là nhóm sản phẩm có giá trị xuất khẩu cao nhất trong lâm sản không phải gỗ. Thị trường chính bao gồm Liên minh châu Âu (chiếm 31,44%), Mỹ (19,5%) và Nhật Bản (9,3%). Các mặt hàng thủ công mỹ nghệ Việt Nam từ mây, tre đang tiềm năng chiếm tới 10%-15% thị phần toàn cầu. Mặt khác, một số quốc gia như Thái Lan, Đài Loan, Ấn Độ, Nga, Chile, Na Uy đang dần trở thành thị trường tiềm năng mới, mở ra nhiều cơ hội cho ngành mây tre đan của Việt Nam. Trong 6 tháng đầu năm 2020, kim ngạch xuất khẩu hàng mây tre cói thảm cả nước đạt gần 250,21 triệu USD, tăng 10,8% so với cùng kỳ năm trước.
Ngành mây tre đang trở nên phổ biến toàn cầu, đặc biệt trong nội thất và trang trí nhà. Nhờ sự quan tâm tăng về sản phẩm bền vững và thân thiện môi trường, mây tre đan đã thu hút người tiêu dùng và mở ra cơ hội kinh doanh cho các doanh nghiệp.

## Lịch sử
Đến thập kỷ đầu thế kỷ 21, ngành mây tre đan vẫn tiếp tục phát triển, với việc tạo ra các sản phẩm làm bằng mây tre đan đa dạng hơn để phục vụ cả thị trường nội địa và xuất khẩu. Tuy nhiên, ngành này cũng đối mặt với nhiều thách thức như sự cạnh tranh từ các sản phẩm tổng hợp giá rẻ và sự suy giảm của nguồn nguyên liệu do tình trạng phá rừng.

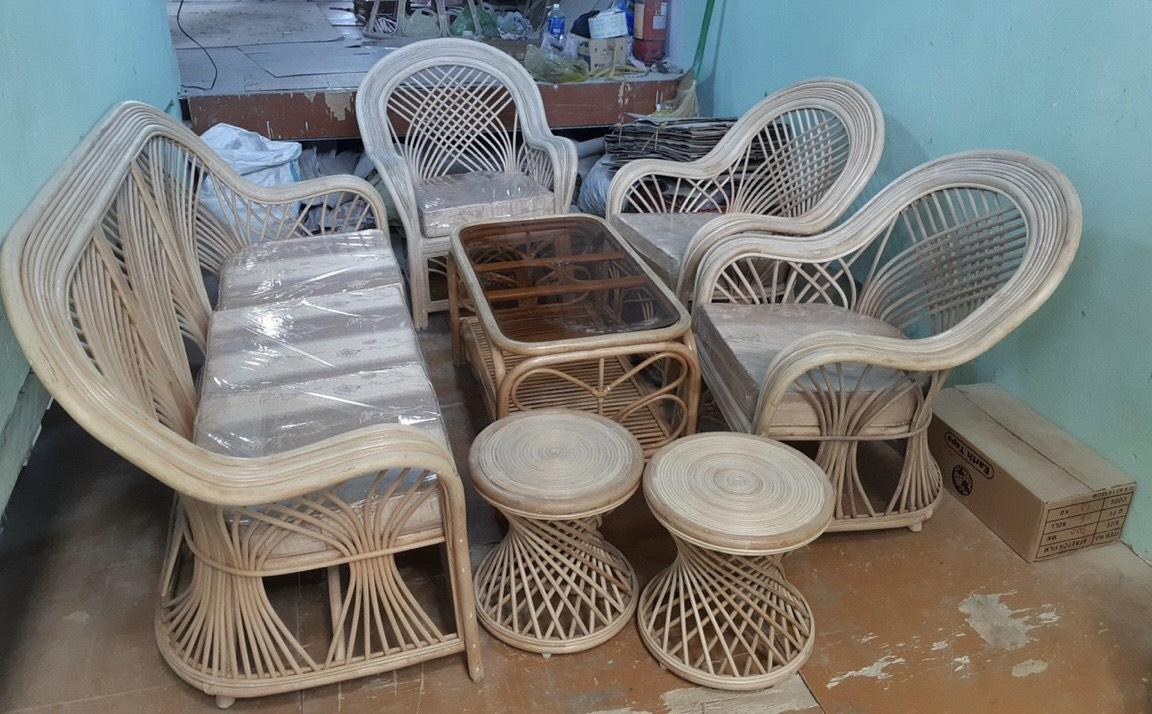
Những sản phẩm nội thất từ mây tre đan

## Làng nghề tiêu biểu

### Làng mây tre đan Chính Mỹ
Chính Mỹ là làng nghề cổ truyền có cách đây trên 200 năm, nay thuộc xã Chính Mỹ, thành phố Thủy Nguyên, thành phố Hải Phòng. Sản phẩm của làng nghề được tiêu thụ trong nước và xuất khâu sang nhiều nước trên thế giới; đã được chỉ dẫn địa lý. Làng có trên 1.000 hộ sản xuất mây tre đan, được công nhận là làng nghề truyền thống từ năm 2007 và trở thành điểm du lịch phía Bắc sông Cấm thành phố Hoa Phượng Đỏ.

### Phú Vinh
Làng Phú Vinh, nằm ở phía Tây Nam của huyện Chương Mỹ và cách thị trấn Chúc Sơn 5 Km, cách trung tâm Hà Nội 25 Km, có tổng diện tích là 821.39 ha. Đây là một phần của xã Phú Nghĩa. Về mặt địa lý, Phú Vinh giáp với xã Đông Quang, xã Cộng Hòa (tại Huyện Quốc Oai), và xã Chi Phương về phía Bắc; xã Trường Yên ở phía Nam; xã Ngọc Hòa ở phía Đông; và xã Đông Phương Yên ở phía Tây.
Từ năm 1700, làng Phú Vinh bắt đầu hình thành với cái tên gốc là làng Phú Hoa Trang, được đặt theo tên gọi này do người dân ở đó nổi tiếng đan lát mây tre. Sau đó, vào năm 1800, làng quyết định đổi tên thành Phú Vinh. Năm 2001, Phú Vinh chính thức nhận được danh hiệu là Làng nghề. Ban đầu, chỉ một số hộ dân tại làng mang sản phẩm của họ đến thị trường Hà Nội để bán. Tuy nhiên, trong thời gian gần đây, sản phẩm mây tre giang đan của Phú Vinh đã phát triển mạnh mẽ và trở thành mặt hàng xuất khẩu đến nhiều quốc gia trên thế giới.
Trước kia, sản phẩm mây tre đan của Phú Vinh chủ yếu phục vụ cho nhu cầu sinh hoạt hàng ngày, bao gồm thúng mủng, dần, sàng, túi, hộp và những sản phẩm tương tự. Tuy nhiên, ngày nay, làng đã mở rộng sản xuất với nhiều mẫu mã và chủng loại phức tạp hơn, yêu cầu kỹ thuật cao, như tranh chân dung, phong cảnh, hoành phi câu đối, chim thú. Ngoài ra, còn có các sản phẩm gốm sứ được quấn mây và các vật dụng trang trí nội thất như chao đèn, rèm cửa.
Phú Vinh cũng là làng nghề duy nhất ở Việt Nam có kỹ thuật xâu xiên sử dụng chất liệu sợi mây vô cùng tinh tế. Có những mặt hàng tưởng như được "thêu" bằng nan đầy tài tình, đẹp mắt.

### Mây tre đan Tăng Tiến
Tăng Tiến, một làng nghề tại phường Tăng Tiến, thị xã Việt Yên, Bắc Giang, đã nổi tiếng với nghề đan lát truyền thống từ thời nhà Hậu Lê. Đến nay, lịch sử của làng trong việc hình thành và phát triển nghề này đã vượt qua 300 năm, có thể trở về thời kỳ của nhà Hậu Lê. Làng nghề này đã nổi tiếng với những sản phẩm như đệm, gối, túi xách, mành,... Các nghệ nhân tại làng nghề đã giữ gìn cẩn thận chất lượng của sản phẩm, không để xảy ra hiện tượng mối mọt hay phai màu.
Làng quê yên bình này từ lâu đã thu hút nhiều thương lái và du khách nước ngoài quan tâm và yêu thích cây tre và cây mây, cũng như những sản phẩm thủ công từ mây tre, biểu trưng của văn hóa Việt Nam. Do đó, sản phẩm mây tre đan của làng nghề Tăng Tiến không ngừng lan tỏa ra khắp các châu lục như châu Á, châu Âu, châu Mỹ và châu Phi.
Gần đây, làng nghề Tăng Tiến đã bắt đầu thúc đẩy xuất khẩu các sản phẩm thủ công mỹ nghệ sang thị trường Nhật Bản, Singapore, Úc,... Nhờ nguồn thu nhập tương đối ổn định này, đời sống của người dân nơi đây đã được cải thiện đáng kể. Làng nghề mây tre đan Tăng Tiến hiện nay không chỉ là một địa điểm du lịch hấp dẫn với vẻ đẹp bình dị và thân thuộc, mà còn mang lại lợi ích kinh tế đáng kể cho cộng đồng.
Việc tạo ra nguồn thu nhập đáng kể và ổn định đã thu hút một lượng lớn lao động nông nghiệp đổ về làm việc ở đây. Mặc dù giá trị kinh tế của làng nghề vẫn còn chưa đạt đến mức lớn, nhưng nó đã đóng góp một phần quan trọng trong việc giải quyết khó khăn về việc làm trong khu vực này.

### Ninh Sở
Làng nghề đan mây tre Ninh Sở, tọa lạc tại Thường Tín, Hà Nội, cách trung tâm thành phố Hà Nội khoảng 15 km về phía Nam, là một trong những làng nghề truyền thống lâu đời tại khu vực này.
Nghệ thuật tre đan ở đây ngày càng phát triển và tinh xảo đến mức các thợ làm tre chỉ cần nhìn vào hình ảnh là có thể đan thành những bức tranh phong cảnh hay chân dung cực kỳ sinh động, gần như những tác phẩm nghệ thuật. Từ những năm 1920 đến nay, nhiều nghệ nhân làng tre đan Ninh Sở đã tạo ra những sản phẩm xuất sắc, được trưng bày tại các hội chợ mỹ nghệ trong nước.
Năm 1931, những sản phẩm tre đan đặc trưng của Ninh Sở đã được trưng bày tại triển lãm hàng thủ công mỹ nghệ tại Paris, thủ đô của nước Pháp. Hiện nay, nhiều sản phẩm tre đan từ Ninh Sở được xuất khẩu sang các nước Châu Á và Châu Âu.

### Mây tre đan Thạch Cầu
Làng nghề mây tre đan Thạch Cầu tại xã Nam Tiến, huyện Nam Trực, tỉnh Nam Định là một trong những ngôi làng nổi tiếng trong việc sản xuất mây tre đan. Đây là một điển hình cho nghệ thuật mây tre đan, tạo ra những sản phẩm vô cùng tinh xảo và đẹp mắt, đồng thời đưa nghề truyền thống này đạt được đỉnh cao của sự hoàn thiện nghệ thuật.

### Mây tre đan Ngọc Động
Làng mây tre đan Ngọc Động thuộc xã Hoàng Đông, Thị xã Duy Tiên, tỉnh Hà Nam là một trong những làng nghề mây tre đan nổi tiếng tại Việt Nam. Đây là làng nghề tồn tại khá lâu đời với những sản phẩm không phải từ nguyên liệu tre, nứa như các làng nghề khác, mà nó được hình thành từ cây mây và cây giang. Xuất phát từ hai loại cây này, những nghệ nhân đã cho ra những sản phẩm như: ghế mây, khau, lọ, đĩa, bát,... với nhiều mẫu mã và chủng loại khác nhau. Làng này là nơi sản xuất ra bộ bàn ghế mây đặt tại nhà sàn Bác Hồ, đại sứ quán Dân chủ Cộng hòa Triều Tiên cũng đã đặt một bộ salon cho chủ tịch Kim Nhật Thành.

### Mây tre đan Bao La
Làng mây tre đan Bao La nổi tiếng sản xuất hàng mây tre đan với các sản phẩm thủ công mỹ nghệ của Hợp tác xã Mây tre đan Bao La. Mây tre đan nổi tiếng với sản xuất các sản phẩm thúng tre. Hàng đan bằng tre, nứa của Bao La vừa đẹp vừa bền và nổi tiếng với câu ca truyền khẩu: "Thúng mủng Bao La đem ra đựng bột. Chiếu Bình Định tốt lắm ai ơi. Tạm tiền mua lấy vài đôi. Dành khi hiếu sự trải côi giường Lào".

### Mây tre đan Liên Khê
Mây tre đan Liên Khê thuộc huyện Khoái Châu, tỉnh Hưng Yên là một trong những làng nghề mây tre đan xuất khẩu nổi tiếng. Làng nghề được hình thành từ những năm 90 của thế kỉ 20 và phát triển cho tới ngày nay

## Đánh giá
Các sản phẩm làng nghề Việt Nam sử dụng mây và tre đan được ghi nhận với sự phong phú và đã tìm thấy thị trường xuất khẩu ở nhiều nước trên toàn thế giới, bao gồm Ấn Độ. Từ năm 2018 cho đến nay, việc xuất khẩu mây tre đan từ Việt Nam sang Ấn Độ đã liên tục tăng trưởng. Tuy nhiên, việc mở rộng vào thị trường này đang đặt ra nhiều thách thức cho Việt Nam, bởi Việt Nam là "người mới" trong lĩnh vực này và còn phải đối mặt với nhiều vấn đề trong sản xuất nội địa.
Theo số liệu thống kê từ Tổng cục Hải quan, ước tính, xuất khẩu mây, tre, cói, thảm trong tháng 10/2023 đạt 60 triệu USD, tăng 13,6% so với tháng 9/2023; nâng tổng kim ngạch xuất khẩu trong 10 tháng của năm 2023 lên 589,69 triệu USD, giảm 14% so với cùng kỳ năm 2022.